# Implantologia iuxtaossea
Gli impianti iuxtaossei o sottoperiostei, (in inglese subperiosteal implants) sono stati introdotti nel 1941 da Gustav Dahl e rivisitati nel 1946 da Norman Goldberg e Aaron Gerschkoff e sono i dispositivi chirurgici impiegati nell'implantologia iuxtaossea o sottoperiostale (subperiosteal implantology).

## Studi scientifici, indicazioni, tecniche alternative
In seguito numerosi autori tra cui Linkow LI, Cranin AN, Weiss CM, Bodine RL, Yanase RT (2), Bodine A, Chanavaz M., Maurice James Fagan, Robert A. James, Marziani, E. Belotti hanno contribuito all'evoluzione della tecnica con miglioramenti nel disegno, nello studio dell'interfaccia osso-impianto, agli aspetti microbiologici, all'attacco epiteliale e agli studi statistici. 

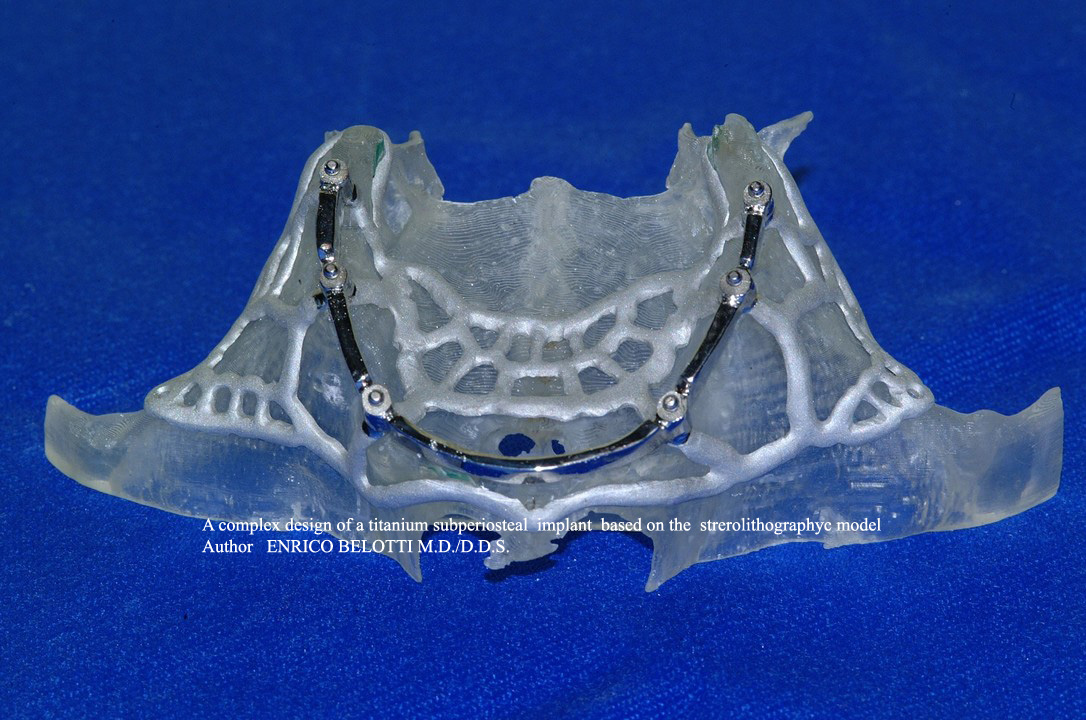
La ricostruzione in 3D della TAC multislice (modello virtuale in formato Dicom) permette (grazie al formato STL) la stampa in 3D del modello anatomico. La rappresentazione mostra un modello stereolitografico accoppiato al dispositivo. Il modello anatomico ottenuto permette la realizzazione di un progetto più esteso rispetto alla tecnica convenzionale two phase (estensione pterigoidea/Hamulus, palato duro).

Gli impianti sono stati validati per efficacia, sicurezza e sopravvivenza da numerosi studi longitudinali, prospettici e retrospettivi, long term follow up.
Lo studio retrospettivo più rilevante è stato effettuato da Moore e Hansen in un'analisi temporale di 18 anni.
Lo studio prospettico più significativo è stato eseguito da Bodine, Yanase, Bodine con un'investigazione di 41 anni.

Lo iuxta-osseo, tra le tecniche disponibili e indicate per il trattamento delle atrofie avanzate a carico immediato (Cawood and Howell class VI), è l’impianto che beneficia del più lungo studio prospettico. 

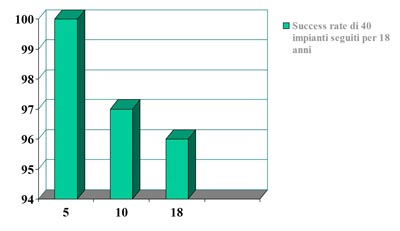
Analisi di sopravvivenza nello studio di Moore et coll.
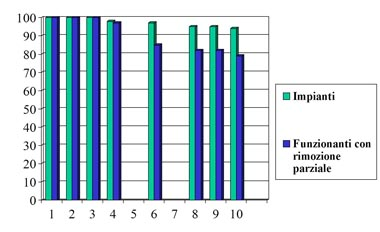
Analisi di sopravvivenza nello studio di Yanase et coll.

Questi impianti sono indicati per il trattamento con carico immediato delle atrofie gravi e avanzate dell'osso sia totali sia parziali e sono alternativi o prioritari alle procedure di innesti inlay onlay con prelievo dalla teca cranica o dalla cresta iliaca, all'osteotomia di Lefort 1 con innesto interposizionale, agli impianti zigomatici intra-extra sinusali (Quad /Hibrid Zygoma).
Le complicazioni, gli effetti avversi, i rischi, l'invalidità temporanea di alcune metodiche, un’attesa temporale eccessiva per la finalizzazione del lavoro devono far riflettere sull'uso indiscriminato di procedure più invasive e pericolose.
L'osteotomia di Lefort 1 (maxillary downfracture) con innesto interposizionale, anche se predicibile, non ha ottenuto un'adeguata accettazione dai pazienti (costi/ospedalizzazione/tempi di guarigione); è indicata nelle gravi atrofie ossee post-oncologiche e post-traumatiche; non ha un rapporto rischio-beneficio favorevole.
Gli innesti ossei (inlay grafting e lateral and vertical onlay grafting) hanno una predicibilità confermata dal maggior numero di studi statistici nei pazienti non fumatori ma limitata a 10 anni. 
Gli impianti zigomatici (approccio sinusale/extra sinusale) richiedono un'appropriata selezione; condizioni preesistenti di patologia sinusale devono essere preventivamente corrette FESS.
Aparicio et coll. descrive uno studio long term a 10 anni di 41 impianti zigomatici. Sei pazienti hanno sofferto di sinusite nel periodo post-operatorio (14 e 127 mesi); otto pazienti hanno sperimentato un'ostruzione osteomeatale (due bilateralmente); a due pazienti è stata diagnosticata una sinusite. 
I due approcci (sinusale ed extra-sinusale) sono indicati nelle emi-maxillectomie, nel trattamento del deficit osseo mascellare esito di resezioni post-oncologiche, nei traumi e nei difetti congeniti non adeguatamente trattati (singolo impianto, Quad e Hibrid Zygoma). 
Sono possibili serie complicazioni come l'invasione della fossa infra-temporale o la fossa pterigopalatina, la necrosi asettica dello zigomo, e complicazioni meno gravi: fistola oro-antrale, una sinusite persistente che non si risolve con la sola rimozione dell'impianto, ma richiede un'antrotomia.
L'impianto iuxta-osseo non ha controindicazioni di tipo anatomico e sistemico; la morbilità e la co-morbilità che può causare il fallimento delle attuali tecniche non influisce sulla prognosi e il decorso dell'impianto; la tecnica è di elezione se non si può o non si deve coinvolgere il seno mascellare. 
Con questo metodo si possono trattare i fallimenti degli innesti e degli impianti zigomatici; questi impianti sono adatti per pazienti con patologia sinusale causata dagli impianti stessi o dovuta alla mancanza di pervietà osteo-meatale; il fumo, il diabete mellito di primo e secondo tipo, l'osteoporosi, l'osteomalacia non influenzano sensibilmente il decorso. 
Il paziente disabile, geriatrico o semplicemente il paziente che ha un'atrofia severa della mascella e della mandibola e che non può compromettere neanche per un giorno la sua vita di relazione, in un solo giorno di trattamento può ripristinare la funzione masticatoria ed estetica. 
L'impianto non è inserito nell'osso ma sopra l'osso in stretto contatto e bloccato dalla presenza di sotto-squadri ossei; la stabilità del dispositivo impedisce la formazione di tessuto fibroso. 
L’impianto iuxta-osseo non è un impianto standard ma custom–made, ossia progettato e costruito per ogni singolo paziente sulla base del proprio osso basale. 
È una tecnica indicata per il trattamento delle severe atrofie parziali o totali (full-arch) della mascella e della mandibola. 
L'impianto iuxta-osseo parziale superiore con o senza estensione pterigoidea è alternativo agli impianti zigomatici, pterigoidei, tuberositari, al sinus lifting se la disponibilità ossea è inferiore ai 4 mm e se esistono controindicazioni locali o rischi nella procedura (sinusite/fistola oro-antrale/malattia sinusale/mancanza di pervietà del complesso osteo-meatale, rino-sinusite allergica); la tecnica iuxta-ossea parziale consente un reintervento se le altre procedure sono fallite. 
L'impianto iuxta-osseo parziale inferiore è indicato per l'osso basale inferiore e/o in sostituzione degli short-implants (4/6 mm) laddove le tecniche rigenerative non sono predicibili e gravate da rilevanti fallimenti nel breve-medio periodo. 
Gli impianti iuxta-ossei parziali sono indicati solo per la sostituzione di un'area edentula riassorbita di almeno 3 elementi dentali.
Se precedentemente la tecnica era adottata solo da operatori molto esperti, la tecnologia digitale ha contribuito a semplificare la procedura e a renderla maggiormente fruibile.
Sulla base di un modello analogico o digitale dell'osso basale, l’esperto programma un disegno (analogico o digitale) rispettando le sedi anatomiche non soggette a ulteriore riassorbimento; la pianificazione del progetto consente la realizzazione del dispositivo in fusione o in printing 3-D (laser-melting).
Il cromo-cobalto-molibdeno (vitallium), il titanio c.p (grado 4) e le leghe beta e alfa/beta in titanio (titanio-niobio/vanadio-alluminio) sono i materiali maggiormente testati per la loro biocompatibilità e per la resistenza ai carichi compressivi e tensili di punta e ciclici. 
Il metallo fuso è sottoposto a pulizia, decapaggio e sabbiatura secondo gli standard A.S.T.M o ISO.
Il metallo può essere rivestito da un coating; tra i rivestimenti maggiormente testati sono da segnalare l’idrossiapatite  e il plasma spray. 
Sono stati testati due metodi: metodo in due fasi che prevede l’impronta diretta dell’osso in una sessione chirurgica dedicata; metodo in una singola fase dove la superficie ossea non è ricavata da un'esposizione chirurgica, ma da una ricostruzione in 3d ottenuta dalla TAC multislice.

## Metodo in una fase (one phase)
Dalla realizzazione di una TAC multistrato, eseguita sulla scorta di specifici parametri, si ottiene un modello virtuale stampabile in 3d (stereolitografia); sul modello anatomico ottenuto dalla stampa si progetta il disegno e le informazioni qualitative e quantitative sono inviate all’odontotecnico per la fusione.
Il processo si adatta alle seguenti fasi: 
1) TAC multistrato; 2) modello virtuale in 3d; 3) modello anatomico realizzato in 3d printing; 4) disegno analogico; 5) fusione con controllo radiologico delle micro-porosità.
Attualmente la TAC volumetrica non consente una segmentazione precisa e affidabile discriminando accuratamente tessuti molli e tessuti duri; gli artefatti metallici, se presente metallo di origine protesica o da innesto artificiale, complicano esponenzialmente il problema. 
È in corso la valutazione della realizzazione in totale flusso digitale (modello virtuale; disegno al cad, informazione mediante file stl al processo produttivo in laser melting). 
La prototipazione in laser melting è seguita da un trattamento termico distensivo in forno.

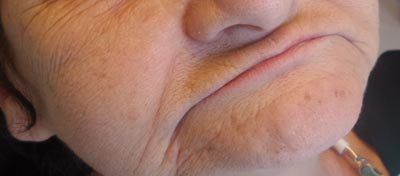
Atrofia pre-operatoria
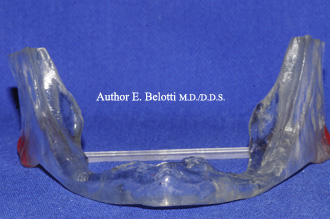
Modello litografico ottenuto dalla C.T. multislice ( (Cawood and Howell class VI)
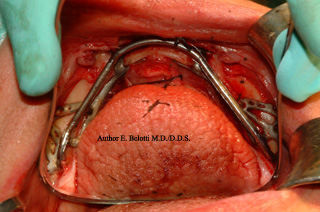
Chirurgia in una sola sessione (one phase)
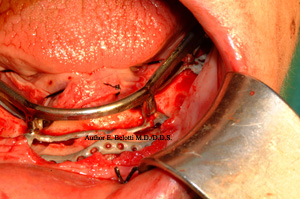
Chirurgia in una sola sessione (one phase)
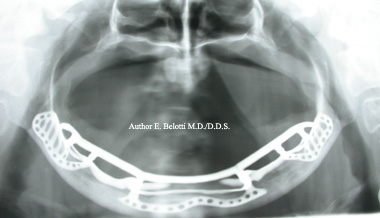
opt post-operatoria a 10 anni
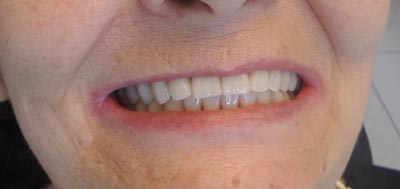
Finalizzazione protesica

## Metodo in due fasi (two phase)
In un primo intervento, eseguito in anestesia locale o sedo-analgesia, si scheletrizza il mascellare superiore e/o inferiore evitando lesioni al periostio fino all'esposizione delle superfici ossee non riassorbibili; si prende un'impronta con materiale siliconico che consente la realizzazione di un modello anatomico in resina o gesso.
Sul modello si progetta il disegno della struttura e le informazioni qualitative e quantitative vengono inviate all'odontotecnico per la fusione.
In un secondo tempo operatorio (in genere alla terza settimana) è collocato il dispositivo.
Le tecniche hanno entrambe una validità metodologica.
La tecnica one phase, eseguita per l'atrofia della mascella e della mandibola, permette con estrema facilità il raggiungimento di alcune sedi difficilmente esplorabili dall'impronta.
L’impronta dell’osso basale nelle indicazioni del sottoperiosteo parziale è equivalente o superiore in precisione rispetto al modello virtuale ottenuto dalla tac multislice se il processo che conduce al suo ottenimento non è effettuato a regola d'arte. 
L’obbiettivo principale del trattamento è la precisione del contatto osseo del dispositivo sulla superficie ossea e la sua stabilità primaria immediata: il disegno deve consentire inoltre che questa stabilità si mantenga nel tempo quando l'impianto verrà caricato e sottoposto alle forze masticatorie.
La stabilità del dispositivo si raggiunge grazie al superamento dei sottosquadri ossei che devono essere pianificati in fase di progettazione; il metallo deve consentire una discreta elasticità e una discreta memoria elastica; in genere non sono necessarie viti di osteosintesi sebbene un loro uso limitato e razionale (se vi sono le condizioni per un adeguato sostegno evitando la penetrazione nei seni paranasali) può contribuire a rendere più stabile il dispositivo. 
La precaria stabilità ottenuta dall’uso esclusivo delle viti di osteo-sintesi genera uno sforzo di picco con osteolisi successiva nel punto di applicazione; questa stabilità illusoria impedirebbe anche il microadattamento al letto osseo dell’impianto sotto carico. La congruenza di accoppiamento della superficie osso/metallo è il risultato della corretta investigazione (radiologica/digitale), dell'ottenimento di un modello virtuale e/o fisico di elevata accuratezza a partire dalle immagini tomografiche, dell'applicazione rigorosa delle procedure cliniche e dell'attendibilità del processo costruttivo che riproduce fisicamente il progetto effettuato; la fissazione del dispositivo con l'applicazione delle sole viti di osteosintesi è un cattivo esempio di esecuzione della tecnica.
Nella fase di posizionamento non ci dovrebbero essere spazi morti e l’inserimento di viti ridondanti al fine di compensare il disaccoppiamento potrebbe generare una tensione pericolosa della struttura.
L’impianto iuxta-osseo è caricato immediatamente con un provvisorio fisso che deve rimanere per circa 4 mesi in attesa che il letto periostale (fibre di sharpey) lo ancori definitivamente all'osso.
In seguito sono consentite protesi in acrilico o composito che minimizzano lo stress all’interfaccia osso-impianto.
Una protesi eccessivamente rigida può determinare uno stress-shielding con riassorbimento da ipo-funzione. 
Sono consigliare protesi rimovibili (overdenture) con attacchi a clips, a sfera, a chiavistelli e/o meso-strutture in peek (polietereterchetone) ma in taluni casi la protesi (specialmente per i sottoperiostei parziali) può essere fissa cementata o avvitata.

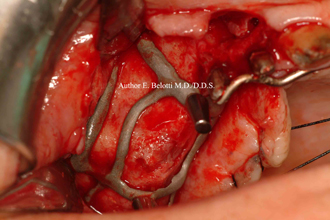
iuxta-osseo parziale; il dispositivo è stato realizzato dall'impronta siliconica dell'osso (two phase); si noti il sensibile accoppiamento metallo-osso. La precisione del contato è un criterio di successo della metodica
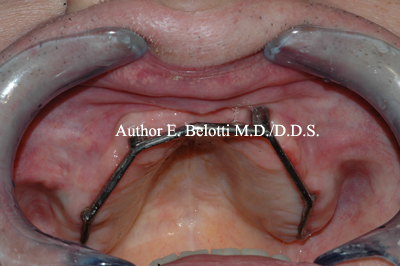
Meso-struttura a clips
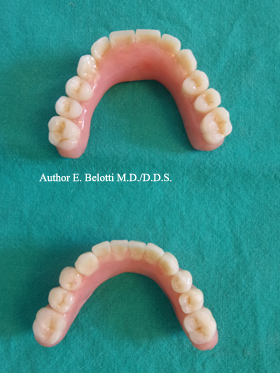
overdenture

Nel post sono necessari controlli frequenti per la gestione delle forze masticatorie e per la verifica del mantenimento dei contatti e della stabilità occlusale.
La sopravvivenza dell'impianto è legata alla rigorosità nell'applicazione delle procedure investigative, progettuali, cliniche e costruttive, alle conoscenze e all'esperienza dell’operatore; moltissimi casi hanno avuto esito favorevole a distanza di 30/40 anni  dall'intervento; per le gravi atrofie dell’osso mandibolare (mandibola a grissino) l’impianto sottoperiostale tripodiale rappresenta la migliore soluzionein termini di sopravvivenza ed efficacia.

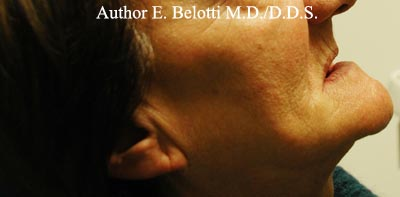
atrofia pre-operatoria
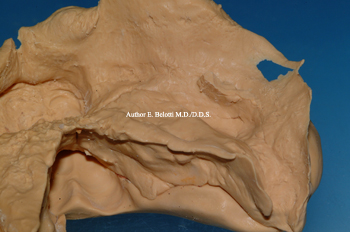
impronta in silicone sull'osso; permette la riproduzione fedele del modello anatomico (two phase)
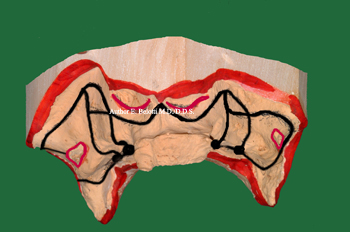
Progettazione del dispositivo sul modello in gesso
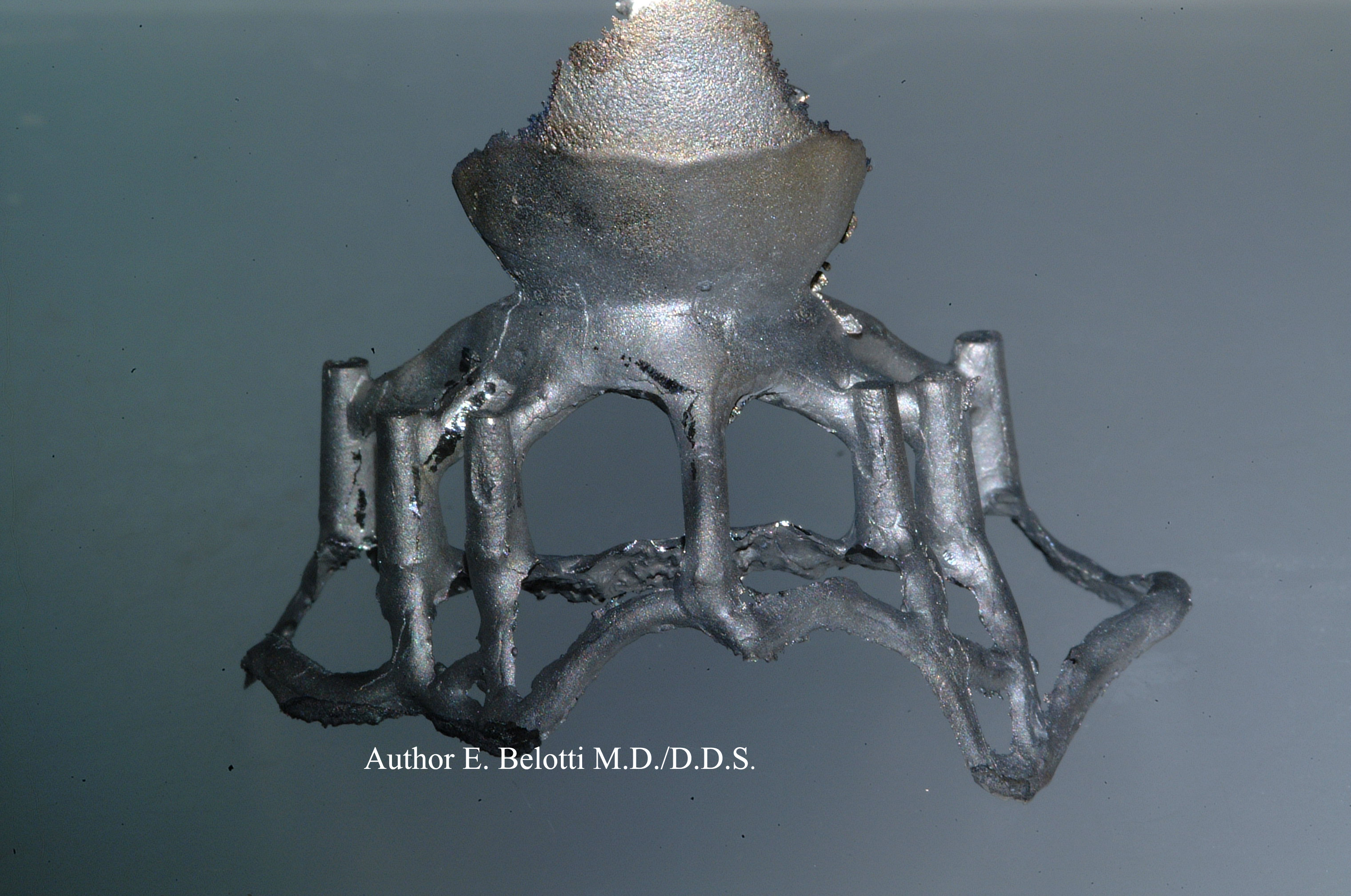
fusione in titanio lega beta
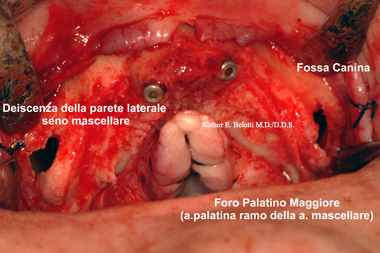
Secondo tempo chirurgico (two phase); l'esposizione chirurgica che consente l'inserimento dell'impianto iuxta-osseo

## Complicazioni e modalità di trattamento
Sono esigue le complicazioni segnalate; le complicazioni statisticamente più rilevanti sono a carico dei tessuti molli.
Un eccessivo spazio morto tra il metallo e l'osso si riempie di tessuto fibroso. Con il passare del tempo il tessuto fibroso può rimanere tale o declinare verso la formazione di tessuto infiammatorio ricco di vasi sanguigni.
Il problema può essere corretto con l'amputazione di una parte della struttura, un debridement e un consensuale graft (innesto osseo omologo, eterologo). 
Se per qualche ragione l’impianto si mobilizza significa che al contatto osso-impianto si è interposto un eccesso di tessuto fibroso; in queste condizioni il monitoraggio deve essere intensivo e non si può escludere la rimozione del dispositivo stesso.
Un'esposizione non ha significato clinico se è causata dalla recessione dei tessuti molli; se l'esposizione è invece determinata dal riassorbimento osseo crestale lo spazio morto può infettarsi con progressiva colonizzazione batterica anaerobica del metallo.
Complicazioni inusuali descritte in letteratura o segnalate da report come osteite, cellulite, sfondamento nei seni paranasali, comunicazione e fistola oro-antrale sono l'espressione di training inadeguato, inesperienza dell'operatore, inadeguatezza della tecnica o astensione dalla sorveglianza.
L'esatta interpretazione del fallimento può essere individuata solo da operatori esperti e riconosciuti con un lungo training dimostrabile. 
La composizione del microbioma a livello della sottomucosa perimplantare potrebbe essere determinante nella sopravvivenza a lungo termine.
Non è ancora chiaro se la misura quantitativa del sondaggio peri-monconale o la perdita di attacco possa essere un criterio di orientamento sull'evoluzione non favorevole dell'impianto.
La sopravvivenza e il successo della tecnica sono legate al monitoraggio continuo con cadenza semestrale che si deve estendere al periodo di vita del portatore.

## Interfaccia osso-impianto
L'impianto iuxta-osseo può giustapporsi all'osso in 4 modalità:
1. contatto osseo diretto e trattenuto a esso dalle fibre di sharpey[58]
2. contatto fibroso (fibre di collagene senza infiammazione e infezione[58]
3. può essere integrato[59] (incluso) nell'osso[19]
4. imbustato nel periostio profondo e trattenuto dalle fibre di sharpey[11]

Clinicamente nessuna modalità si è dimostrata superiore ad un'altra; ciò che importa è che l'impianto mantenga la sua stabilità senza segni di sofferenza e infiammazione.